# Ashbourne (Irlanda)
Ashbourne (in inglese) o Cill Dhéagláin (in irlandese, lett. "chiesa di San Declano") è una cittadina nella contea di Meath in Irlanda.